# 阿克塞尔海伯格岛
阿克塞尔海伯格岛（英語：Axel Heiberg Island）是加拿大努納福特基吉柯塔魯克地區的島嶼，位于北冰洋，属于北极群岛，面积43,178平方公里，为加拿大第7大岛，世界上居31位，是世界上第四大無人島。该岛无人居住，只有在夏季有少量科学研究人员。该岛上曾发现许多脊椎动物的化石。